# 136 (číslo)
Sto třicet šest je přirozené číslo. Následuje po číslu sto třicet pět a předchází číslu sto třicet sedm. Řadová číslovka je stý třicátý šestý nebo stošestatřicátý. Římskými číslicemi se zapisuje CXXXVI.

## Matematika
Sto třicet šest je
- deficientní číslo
- nešťastné číslo
- nepříznivé číslo

- šestnácté trojúhelníkové číslo, tedy součet prvních 16 přirozených čísel

- součet třetích mocnin čísel vyjádřených jeho číslicemi je {\displaystyle 1^{3}+3^{3}+6^{3}=244}. Z čísla 244 takto vznikne {\displaystyle 2^{3}+4^{3}+4^{3}=136}.

## Chemie
- 136 je nukleonové číslo pátého nejméně běžného a současně nejtěžšího přírodního izotopu xenonu, třetího nejběžnějšího izotopu barya a nejméně běžného a současně nejlehčího přírodního izotopu ceru.[1]

## Doprava
- Silnice II/136 je česká silnice II. třídy vedoucí na trase Tučapy – Černovice[2]

## Roky
- 136
- 136 př. n. l.